# Toyota Vista
Toyota Vista (яп. — ト ヨ タ · ビ ス タ) — автомобиль, выпускавшийся Toyota с 1982 по 2003 год и предназначенный только для внутреннего рынка Японии, но позже эти автомобили начали завозить в страны СНГ, прежде всего в Россию. Отличалась от Toyota Camry кузовом хардтоп (безрамочные двери, в остальном кузова аналогичны), более мощным внешним светооборудованием (фары, габариты, стоп-сигналы и т. д.), и более простой комплектацией салона . Производство модели прекращено в 2003 году.
Автомобили комплектовались бензиновыми двигателями объёмом 1,8 или 2,0 литра или турбодизелями 2,0 или 2,2 литра, механической пятиступенчатой или автоматической четырёхступенчатой коробкой передач. Независимая подвеска с передним приводом или полноприводные модели
Поколение автомобиля легко определяется по модели кузова, начиная от SV10,SV20… и до SV50 на котором модельный ряд «Виста» был прекращён. В 50-м кузове было выпущено две модификации, седан «VISTA» и седан и универсал «VISTA ARDEO», причём в последнем поколении линейки этой модели Тойота отказалась от исполнения кузова в виде хардтоп.
На базе Toyota Vista 5 поколения была разработана Toyota Opa.

## Первое поколение
V1 выпускался с 1982 по 1986 год. Предшественником модели условно[почему?] считается заднеприводной седан Toyota Celica Camry (1980—1982 годы выпуска), созданный на базе купе Toyota Celica. Первое поколение Toyota Camry выпускалось в кузовах «седан» и «универсал». Кузов был доступен в двух вариациях: лифтбэк и классический седан. Двигатели: начиная от различных вариаций 1S до форсированного 3S-GE 1st Gen (3S-FE не ставился). Выпускались только переднеприводные модели. Салон был доступен в бежевом и синем цвете.

## Второе поколение
Основная статья: Toyota Vista V20
Выпускалось с 1986 по 1990. Второе поколение V2 было логическим продолжением первого и переняло некоторые черты. Кузов стал более округлым, но в то же время не потерял своей «оквадраченности», это был переходный вариант между первым и третьим поколением.
- Типов кузова было два: Хардтоп (окна без рамок) и Седан.
- Салон был доступен в четырёх цветовых вариациях: бордовый, синий, бежевый и серый.
- Данный автомобиль выпускался в пяти кузовах

1. SV20 — двигатель 1S-Ci (105 л. с.; 1.8 л.; бензин)
2. SV21 — двигатель 3S-FE (140 л. с.; 2 л.; бензин) (в версиях с GT комплектацией ставилась форсированная версия: 3S-GE)
3. SV22 — двигатель 4S-Fi (105 л. с.; 1.8 л.; бензин)
4. SV25 — двигатель 3S-FE (135 л. с.; 2 л.; бензин) и полный привод (FullTime с блокировкой дифференциала)
5. CV20 — двигатель 2С-T (85 л. с.; 2 л.; дизель)

- У данной модели был довольно широкий выбор комплектаций, их насчитывалось 71. От самых простых, с ручными стеклоподъёмниками, задними барабанными тормозами и маломощным двигателем 4S-Fi/2C-T, до богатых комплектаций типа Gran Turismo (GT), которые включали в себя электронный щиток приборов, дисковые тормоза на всех колёсах, ионизатор воздуха и форсированный двигатель 3S-GE.

## Третье поколение
V3 выпускался с июня 1990 по август 1996 года в кузовах седан и хардтоп (Camry Prominent). На той же платформе, но с небольшими изменениями в оформлении передней и задней частей кузова выпускалась под названием Toyota Vista. Существовали модификации с передним (#v30/32/33), а также с полным приводом 4WD FullTime (#v35). В линейке двигателей был достаточно широкий выбор: дизельные 2C-T (2.0), а также бензиновые рядные 4S-FE (1.8), 3S-FE (2.0), 3S-GE (2.0) и V-образные 1VZ-FE (2.0), 4VZ-FE (2.5).
Оснащались механическими и автоматическими КПП. Модификация #v33 оснащалась системой 4WS (4 Wheel Steering). Некоторые модификации также могли комплектоваться электронно-управляемой подвеской TEMS (Toyota Electronic Modulated Suspension)
Помимо этого, можно было дополнять автомобили опциями из обширного списка, в который так же входили: система ультразвуковой очистки боковых зеркал заднего вида, передние и задние парковочные радары, система бесключевого доступа, ABS и многое другое.
Несмотря на то, что автомобиль выпускался только для внутреннего рынка Японии, обрёл популярность среди жителей Российской Федерации из-за соотношения комфорта, надёжности и разнообразия модификаций.
Производилась с 1994 по 1996 гг. Были доступны два типа кузова (Hardtop и Седан).
Как и прошлая, модель была выполнена в пяти кузовах
1. SV30 — двигатель 4S-FE (125 л. с.; 1.8 л.; бензин)
2. SV32 — двигатель 3S-FE (140 л. с.; 2 л.; бензин) (в версиях с GT комплектацией ставилась форсированная версия: 3S-GE)
3. SV33 — двигатель 3S-FE (140 л. с.; 2 л.; бензин) (полноуправляемая версия с системой 4WS)
4. SV35 — двигатель 3S-FE (135 л. с.; 2 л.; бензин) и полный привод (FullTime с блокировкой дифференциала)
5. CV30 — двигатель 2С-T (85 л. с.; 2 л.; дизель)

В этом поколении передние динамики перенесены из торпеды в карманы передних дверей
В 1992 году был произведён рестайлинг автомобиля.

## Четвёртое поколение
V4 производилась с 1994 по 1998 гг.
Производилась в шести кузовах:
1. SV40 — двигатель 4S-FE (125 л. с.; 1.8 л.; бензин)
2. SV41 — двигатель 3S-FE (140 л. с.; 2 л.; бензин)
3. SV42 — двигатель 3S-FE (140 л. с.; 2 л.; бензин)
4. SV43 — двигатель 3S-FE (135 л. с.; 2 л.; бензин) и полный привод
5. CV40 — двигатель 3С-T (91 л.с; 2.2 л; дизель)
6. CV43 — двигатель 3С-T (91 л.с; 2.2 л; дизель) и полный привод

Не имела «GT» — комплектации и комплектации с электронной панелью приборов, также не проводился рестайлинг модели. В 1996 (?) году, дело обошлось установкой иных задних фонарей, с более выраженной секцией заднего хода, и появлением дополнительной прорези в переднем бампере. Также решётка радиатора потеряла свою хромированную окантовку, получив два хромированных «крыла» для своего шильдика.

## Пятое поколение
V5 было последнее поколение в модельном ряде Vista. Тип кузова был доступен только в версии седан и универсал, ставший отдельной моделью и именуемой как Vista Ardeo. Также в этом поколении произошло разделение общих кузовов с Toyota Camry, она стала позиционироваться классом выше.